# 東京都立王子工業高等学校
東京都立王子工業高等学校（とうきょうとりつおうじこうぎょうこうとうがっこう）は、かつて東京都北区滝野川にあった都立工業高等学校。
全日制課程は平成19年度から募集停止、定時制課程は平成18年度から募集停止で閉課程。2009年3月閉校。2011年4月、同跡地に東京都立王子総合高等学校開校。

## 設置学科
- 機械科
- 電気科
- 電子科

## 所在地
- 東京都北区滝野川 3－54－7

## アクセス
1. 都営地下鉄三田線「西巣鴨駅」下車、A2出口より徒歩5分。
2. JR京浜東北線「王子駅」下車、西口より徒歩15分。
3. JR埼京線「板橋駅」下車、東口より徒歩20分。
4. 都バス　池袋駅東口より（王40）西新井駅行き約15分「滝野川三丁目」下車、徒歩2分。
5. 都営荒川線（都電）「西ヶ原四丁目」下車、徒歩6分。